# Oberea florensis
Oberea florensis là một loài bọ cánh cứng trong họ Cerambycidae.